# Little Fockers
Little Fockers är en amerikansk komedi från 2010 i regi av Paul Weitz med Robert De Niro och Ben Stiller i huvudrollerna. Filmen hade Sverigepremiär den 14 januari 2011 och släpptes på DVD den 18 maj 2011.

## Handling
Efter tio år börjar äntligen Jack att kunna acceptera Greg som sin svärson och funderar på att överlämna rollen som familjens överhuvud, "the Godfocker", till Greg. Då Greg och Pam's tvillingar, Samantha och Henry, snart ska fylla fem år kommer Jack och Dina till Chicago, vilket passar Jack alldeles utmärkt då han kan hålla koll på om Greg verkligen har det som krävs för att "ta över" ansvaret. Och som den gamle CIA-agent Jack är smyger han på Greg för att kunna spana och samla in den information han behöver, men när han upptäcker Greg med en halvnaken Andi i sin famn börjar Jack stark misstänka att Greg är otrogen mot Pam och inte alls bör ta över ansvaret för hela familjen.

## Om filmen
Filmen är inspelad i Chicago, Illinois samt i Long Beach och Los Angeles, Kalifornien.

## Rollista
| Robert De Niro   | – Jack Byrnes   |
| Ben Stiller      | – Greg Focker   |
| Owen Wilson      | – Kevin Rawley  |
| Blythe Danner    | – Dina Byrnes   |
| Teri Polo        | – Pam Focker    |
| Jessica Alba     | – Andi Garcia   |
| Dustin Hoffman   | – Bernie Focker |
| Barbra Streisand | – Roz Focker    |
| Harvey Keitel    | – Randy Weir    |
| Laura Dern       | – Prudence      |
| Thomas McCarthy  | – Dr. Bob Banks |
| Kevin Hart       | – syster Louis  |